# Sternarchorhynchus curvirostris
Sternarchorhynchus curvirostris är en fiskart som först beskrevs av Boulenger, 1887.  Sternarchorhynchus curvirostris ingår i släktet Sternarchorhynchus och familjen Apteronotidae. Inga underarter finns listade i Catalogue of Life.